# Lyda Roberti
Lyda Roberti (ur. 20 maja 1906 w Warszawie, zm. 12 marca 1938 w Glendale) – amerykańska aktorka filmowa i teatralna pochodzenia niemiecko-polskiego.

## Biografia i kariera
Roberti była córką klauna i jako dziecko wykonywała w cyrku akrobacje na trapezie. Do Stanów Zjednoczonych wyprowadziła się razem z rodziną w latach 20. XX wieku, gdzie Roberti zaczęła śpiewać w nocnych klubach. Jej debiut na Brodwayu miał miejsce w 1931 roku w sztuce You Said It. Pojawiła się również w musicalu Pardon My English w 1933 roku.
Przeprowadziła się do Hollywood i zagrała w wielu filmach. Jej erotyczna i swawolna charakterystyczna gra, wraz z niezwykłym akcentem, uczyniła ją popularną osobą. Odniosła sukces również jako aktorka komediowa i piosenkarka w radiu.
Jej zdrowie pogarszało się z powodu choroby serca, dlatego zaczęła pracować mniej. Dwa dni przed śmiercią wystawiła widowisko radiowe z Al Jolson. Lyda Roberti umarła nagle na atak serca, pochylając się, aby zawiązać sznurowadło.
Została pochowana na cmentarzu Forest Lawn Memorial Park.

## Filmografia
- Dancers in the Dark (1932)
- Million Dollar Legs (1932)
- The Kid from Spain (1932)
- Three-Cornered Moon (1933)
- Torch Singer (1933)
- College Rhythm (1934)
- George White's 1935 Scandals (1935)
- The Big Broadcast of 1936 (1935)
- Nobody's Baby (1937)
- Pick a Star (1937)
- Wide Open Faces (1938)